# 연천왕산초등학교
연천왕산초등학교는 대한민국 경기도 연천군에 있는 공립 초등학교이다.

## 학교 연혁
- 1963.02.01 군남초등학교 왕산분교 인가
- 1963.05.21 왕산국민학교로 승격
- 1968.09.01 유촌분교장 인가
- 1971.03.01 유촌분교장 유촌국민학교로 승격
- 1980.03.01 마전분교장 인가
- 1991.03.01 마전, 동중분교 본교로 통폐합
- 1991.03.01 급식학교로 지정
- 1996.03.01 마전초교(유촌초교) 분교로 격하, 본교로 편입
- 2010.02.18 제47회 졸업(총2,858명)
- 2010.03.01 6학급 편성
- 2010.03.02 신입생 입학식(9명)
- 2010.03.01 7학급 편성(특수 1포함)
- 2011.02.17 제48회 졸업(졸업생14명)
- 2011.03.01 8학급 편성(특수 2포함)
- 2011.03.02 신입생 입학식(6명)
- 2014.02.14 제51회 졸업(졸업생16명)
- 2014.03.01 8학급 편성(특수 2포함)
- 2014.03.03 신입생 입학식(9명)
- 2015.02.13 제52회 졸업(졸업생 12명)
- 2015.03.01 8학급 편성(특수 2포함)
- 2015.03.02 신입생 입학식(5명)

## 관할구역
- 왕징면: 무등리,북삼리,동중리
- 미산면: 아미1,2리, 동이리,유촌리,마전리,삼화리